# Segonzac, Corrèze
Segonzac är en kommun i departementet Corrèze i regionen Nouvelle-Aquitaine i de centrala delarna av Frankrike. Kommunen ligger  i kantonen Ayen som tillhör arrondissementet Brive-la-Gaillarde. År 2022 hade Segonzac 201 invånare.

## Befolkningsutveckling
Antalet invånare i kommunen Segonzac
Referens:INSEE